# Heracles in het seizoen 1966/67
Het seizoen 1966/1967 was het 13e jaar in het bestaan van de Almelose voetbalclub Heracles. De club kwam uit in de Eerste divisie en eindigde daarin op de zesde plaats. Tevens deed de club mee aan het toernooi om de KNVB beker, hierin werd in de kwartfinale verloren van Blauw-Wit (0–1).

## Wedstrijdstatistieken

### Eerste divisie
|       | Alkmaar '54 | Blauw-Wit | FC Den Bosch/BVV | SC Cambuur | D.F.C. | DHC '66 | SC Drente | Eindhoven | De Graafschap | Holland Sport | N.E.C. | RBC   | RCH   | SVV   | Velox | Vitesse | Volendam | De Volewijckers | FC Zaanstreek |
| ----- | ----------- | --------- | ---------------- | ---------- | ------ | ------- | --------- | --------- | ------------- | ------------- | ------ | ----- | ----- | ----- | ----- | ------- | -------- | --------------- | ------------- |
| Thuis | 2 – 0       | 1 – 3     | 2 – 2            | 0 – 2      | 3 – 0  | 0 – 0   | 1 – 1     | 0 – 0     | 0 – 0         | 2 – 2         | 3 – 1  | 4 – 0 | 2 – 0 | 2 – 0 | 4 – 0 | 1 – 0   | 1 – 1    | 1 – 1           | 3 – 1         |
| Uit   | 3 – 2       | 1 – 1     | 3 – 1            | 0 – 0      | 2 – 2  | 1 – 2   | 0 – 0     | 4 – 0     | 4 – 4         | 0 – 1         | 3 – 0  | 0 – 2 | 2 – 0 | 3 – 0 | 1 – 1 | 1 – 1   | 2 – 2    | 0 – 1           | 0 – 1         |

### KNVB beker
| 1e ronde                                        | Heracles                                                                 | 4 – 0 (2 – 0) | Vitesse  |
| 2 april 1967 Plaats: Almelo Bornsestraat        | Koos Knoef 15' Aleksandar Nikolić 23' Dick Reekers 49' Hans Roordink 80' |               |          |
| 2e ronde                                        | Heracles                                                                 | 3 – 0 (1 – 0) | ADO      |
| 7 mei 1967 Plaats: Almelo Bornsestraat          | Dick Reekers 5' Hans Roordink 56', 81'                                   |               |          |
| Kwartfinale                                     | Blauw-Wit                                                                | 1 – 0 (1 – 0) | Heracles |
| 18 mei 1967 Plaats: Amsterdam Olympisch Stadion | Koos de Groot 26'                                                        |               |          |

## Statistieken Heracles 1966/1967

### Eindstand Heracles in de Nederlandse Eerste divisie 1966 / 1967
| Stand | Gespeeld | Gewonnen | Gelijk | Verloren | Punten | Doelpunten voor | Doelpunten tegen |
| ----- | -------- | -------- | ------ | -------- | ------ | --------------- | ---------------- |
| 6e    | 38       | 14       | 16     | 8        | 44     | 53              | 44               |

### Topscorers
| #      | Naam               | Goal |
| ------ | ------------------ | ---- |
| 1.     | Herman Morsink     | 20   |
| 2.     | Henny van Egdom    | 7    |
| 3.     | Hans Roordink      | 6    |
| 4.     | Koos Knoef         | 4    |
| 5.     | Wolfram Arnthof    | 3    |
| 5.     | Flip Stapper       | 3    |
| 7.     | Aleksandar Nikolić | 2    |
| 7.     | Dick Reekers       | 2    |
| 7.     | Hans Stapper       | 2    |
| 7.     | Jan Westenberg     | 2    |
| 11.    | Henk Kalsbeek      | 1    |
| 11.    | Harry Kuijken      | 1    |
| Totaal | Totaal             | 53   |

| #      | Naam               | Goal |
| ------ | ------------------ | ---- |
| 1.     | Hans Roordink      | 3    |
| 2.     | Dick Reekers       | 2    |
| 3.     | Koos Knoef         | 1    |
| 3.     | Aleksandar Nikolić | 1    |
| Totaal | Totaal             | 7    |

## Voetnoten
Alkmaar '54 ·
Blauw-Wit ·
Cambuur ·
FC Den Bosch/BVV ·
D.F.C. ·
DHC '66 ·
SC Drente ·
Eindhoven ·
De Graafschap ·
Heracles ·
Holland Sport ·
N.E.C. ·
RBC ·
RCH ·
SVV ·
Velox ·
Vitesse ·
Volendam ·
De Volewijckers ·
FC Zaanstreek